# Friedenskirche (Essen-Steele)

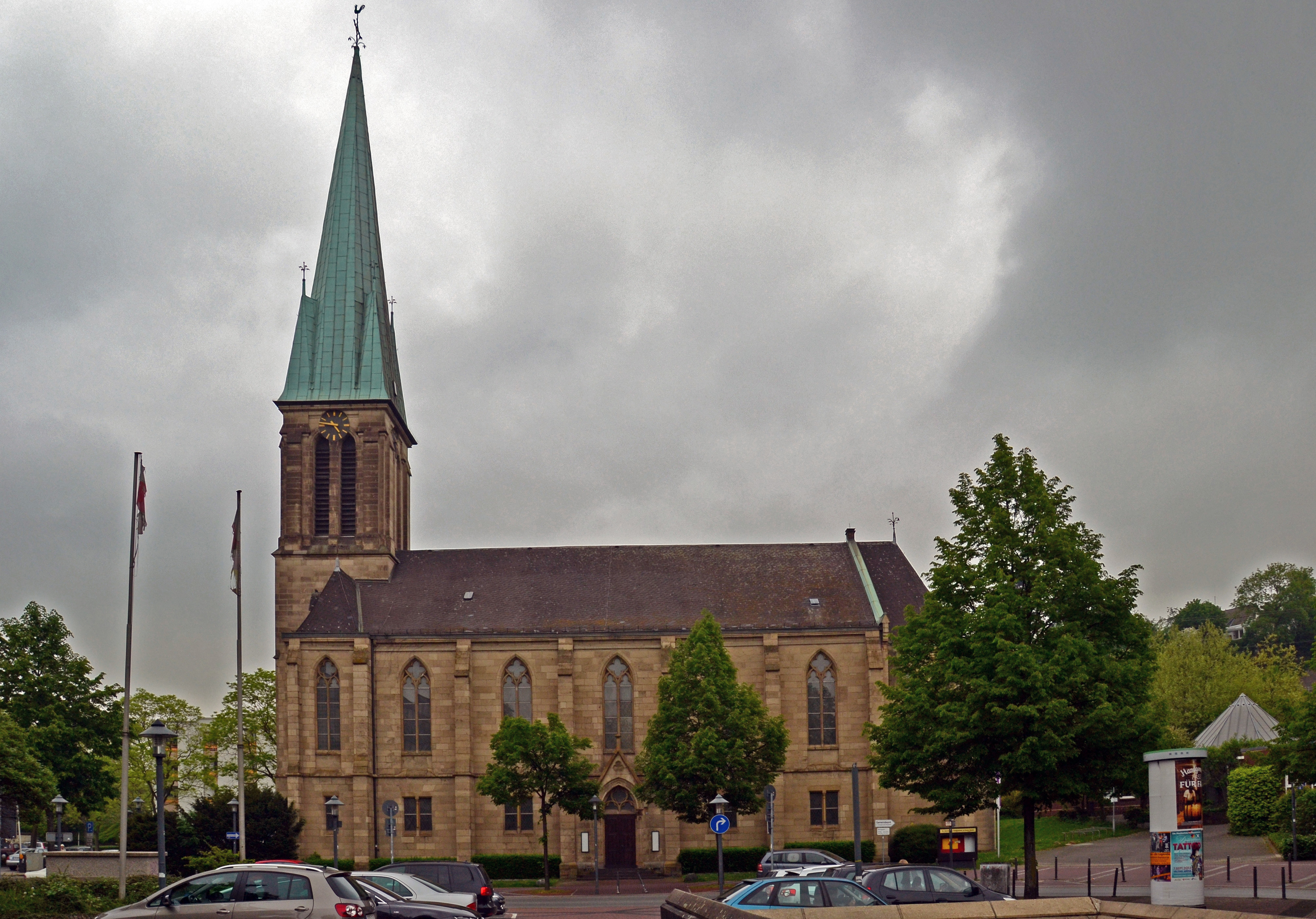
Friedenskirche in Essen-Steele

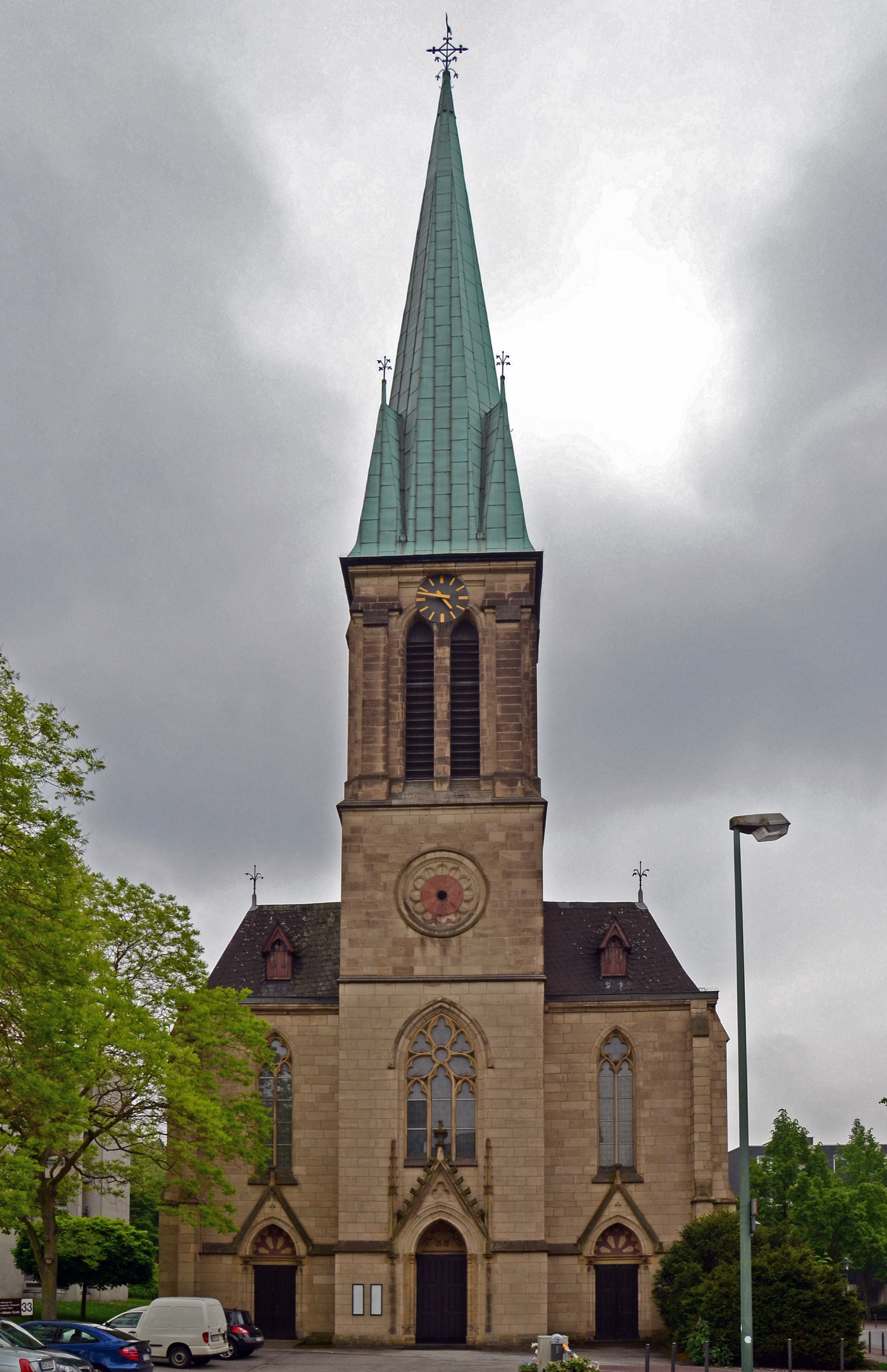
Portal

Die evangelische Friedenskirche im östlichen Essener Stadtteil Steele ist ein neugotisches, dreischiffiges Kirchengebäude, das seit 1989 unter Denkmalschutz steht. Die Kirche wurde 1872 nach Plänen des Essener Architekten Julius Flügge als Nachfolgebau einer zu klein gewordenen Vorgängerkirche auf gleichem Grund errichtet und ist heute Gemeindekirche der evangelischen Kirchengemeinde Königssteele, die dem Kirchenkreis Essen der Evangelischen Kirche im Rheinland angehört.

## Geschichte

### Erster Kirchbau
Die Fürstäbtissin Bernhardine Sophia von Ostfriesland und Rietberg des Damenstiftes Essen, zu dem die damals selbstständige Stadt Steele gehörte, duldete keine protestantische Kirche in ihrem Hoheitsgebiet. So wandten sich die Gläubigen an Friedrich III., Kurfürst von Brandenburg-Preußen, der am 31. Oktober 1695 die Erlaubnis zum Bau einer protestantischen Kirche in seinem Herrschaftsgebiet erteilte. 1697 war diese erste evangelische Kirche an der Stelle des Turms der heutigen Friedenskirche, außerhalb der Grenzen des Essener Stiftsgebietes, errichtet worden. 
Nachdem 1701 aus Brandenburg-Preußen das Königreich Preußen hervorgegangen war, erhielt der Bereich Steeles, der nicht dem Stift unterlag, die Bezeichnung Königssteele. Die nun so genannte Gemeinde Königssteele war bis zur Industrialisierung, die in Steele zu Anfang des 19. Jahrhunderts einsetzte, recht arm und hatte kaum 200 Gemeindeglieder. Der Steinkohlenbergbau an der Ruhr ließ in Steele eine Industrie entstehen, die nur durch Einwanderung von Arbeitskräften funktionieren konnte. Deshalb wuchs die Gemeinde bis 1865 auf das Zehnfache an. Damit war der erste Kirchbau mit bis zu 400 Plätzen längst nicht mehr ausreichend. So entschloss man sich, auch wegen des renovierungsbedürftigen Zustandes des Altbaus, zum Bau einer neuen und größeren Kirche. Die alte Kirche wurde schließlich am 10. Oktober 1870 abgebrochen.

### Heutiger Kirchbau
Nachdem der seit 1869 in Essen arbeitende Architekt Julius Flügge den Auftrag zum Bau der neuen Kirche erhalten hatte, wurde am 18. Juni 1871, dem Tag des Friedensfestes nach dem gewonnenen Deutsch-Französischen Krieg, der Grundstein gelegt. Dieser Anlass gab der Kirche ihren heutigen Namen. Der Neubau sollte der zur gleichen Zeit entstandenen St.-Laurentius-Kirche im Steeler Zentrum, deren Vorgängerbau ebenfalls 1870 abgebrochen wurde, ebenbürtig sein, was die damaligen konfessionellen Gegensätze widerspiegelt. Am 14. November 1872 konnte die neue neugotische Friedenskirche, die erste Kirche auf heutigem Essener Gebiet, die dem Eisenacher Regulativ entsprach, eröffnet werden. 

## Ausstattung

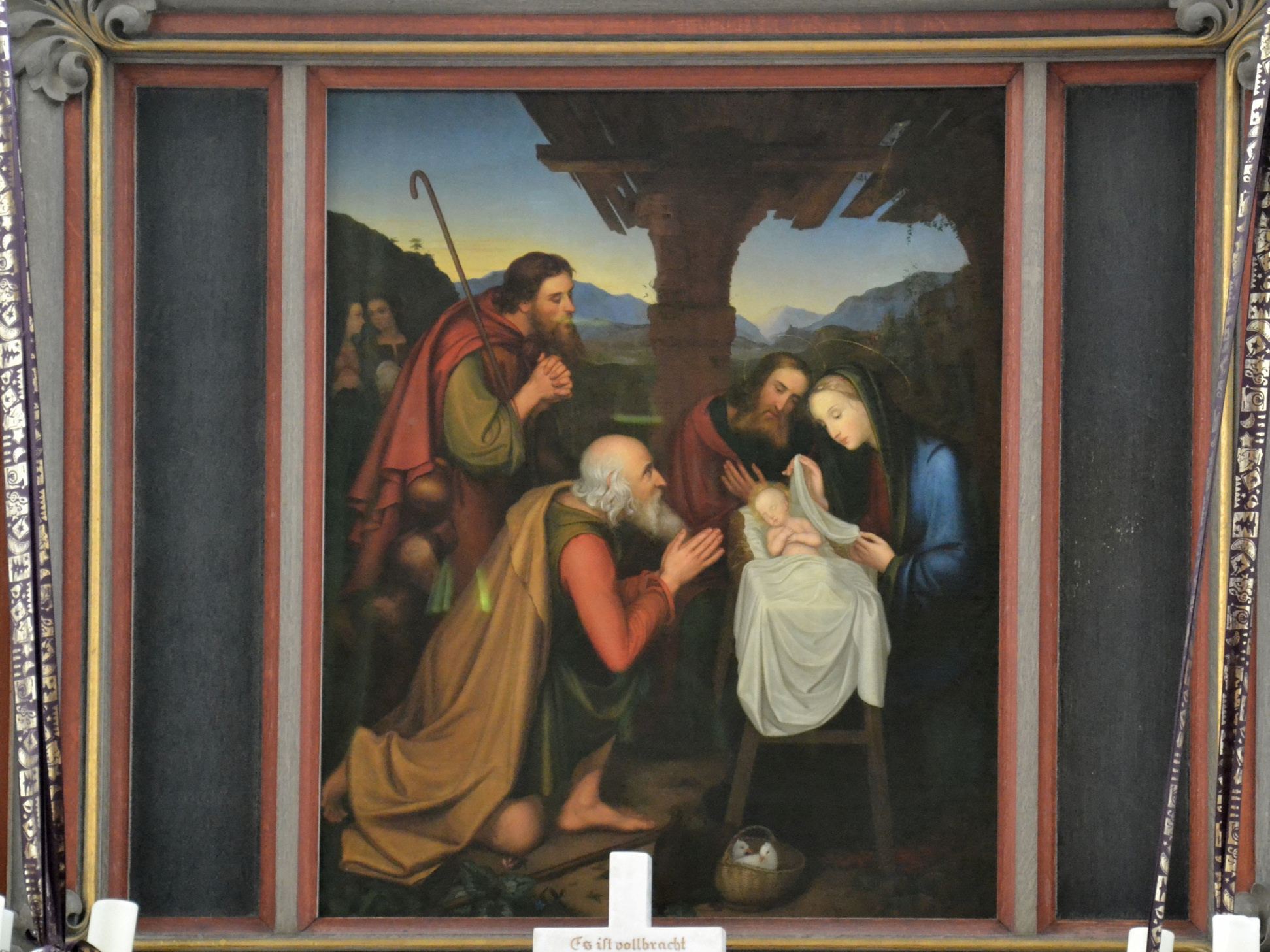
Altarbild von Adolf Zimmermann: Die Anbetung der Hirten

Man betritt die dreischiffige Kirche durch den Eingangsbereich im Turm an der Westseite, auch wenn eigentlich eine Tür in das südliche Seitenschiff der Kirche als Haupteingang vorgesehen war. Beiderseits des Eingangs im Turm gelangt man über Treppen auf die umlaufende Empore, die sich von einem Seitenschiff über die Westseite mit Orgel zum anderen Seitenschiff erstreckt. Über dem Altar mit gotischem Altarretabel im östlichen Chor hängt das Ölgemälde Die Anbetung der Hirten des teils in Düsseldorf wirkenden Künstlers Adolf Zimmermann (1799–1859), das noch aus der alten Kirche stammt und um 1840 gemalt wurde. Im Deckengewölbe des Chores sind die griechischen Buchstaben Χ und Ρ eingraviert, die Anfangsbuchstaben des griechischen Wortes für Christus: Χριστός. Der Altar und die Kanzel bereichern Schnitzereien aus Eichenholz. Eine bleiverglaste Öffnung in Form eines Kreuzes ist in die Wand zwischen Sakristei und Seitenschiff eingelassen.
Der 56 Meter hohe Kirchturm ist an der Westseite angebaut. Das Uhrwerk der alten Turmuhr ist im hinteren Teil der Kirche zu besichtigen.
In jüngerer Zeit, nämlich 1980, erhielt die Kirche eine Warmluft-Fußbodenheizung. 1990 ersetzte der dem gotischen Baustil entsprechende Taufstein eine bis dahin genutzte Taufschale. Seit Sommer 2000 beherbergt die Kirche einen 1999 durch einen deutschen Inhaftierten im Gefängnis in Oslo gefertigten, gusseiserner Lichterglobus. Er ist zum Anzünden von Kerzen und Verweilen gedacht. 
2006 kam eine weitere Gedenktafel zum Gedenken an Opfer von weltweitem Krieg, Rassenhass und Gewalt zur von Beginn an vorhandenen Tafel zum Gedenken der Opfer des Deutsch-Französischen Krieges hinzu. Die aus Tannenholz gefertigten Kirchenbänke mussten Mitte 2008 aus Altersgründen der heutigen Bestuhlung weichen. 
Insgesamt misst die Kirche 38,8 Meter in der Länge, 17 Meter in der Breite und 11 Meter in der Höhe ohne Turm und bietet heute etwa 500 Gläubigen Platz. Öfters traten Bergschäden am Kirchengebäude auf, die durch den Steinkohleabbau verursacht wurden. 1909 wurde deshalb auch das ursprüngliche Steingewölbe, das immer wieder instand gesetzt werden musste, durch das heutige Holzgewölbe ersetzt.

### Geläut
Der Glockenturm enthält die aus dem Jahre 1920 stammenden drei Glocken, die auf die Töne D, F und As ausgelegt sind. Die auf D gestimmte Glocke trägt die Inschrift: Eine feste Burg ist unser Gott, die auf F Gestimmte: Das Wort sie sollen lassen stahn und die auf As gestimmte Glocke die weiteren Worte Martin Luthers: Das Reich muss uns doch bleiben.

### Orgel
Im Mai 2006 wurde durch die Orgelbaufirma Matthias Michael Wagner Orgelbau aus Obrigheim (Pfalz) eine neue Orgel in Betrieb genommen. Diese verfügte anfangs über 34 Register, die auf zwei Manuale und ein Pedal verteilt sind. Unter den insgesamt 2036 Orgelpfeifen befanden sich noch vier aus der Vor-Vorgängerorgel in der ersten Kirche, die etwa aus dem Jahre 1840 stammte. 2013 wurden die vakanten vier Stimmen durch die niederländische Werkstatt Verschueren Orgelbouw, Heythuysen, eingefügt. Das Instrument umfasst nunmehr 38 Register.
| I Hauptwerk C– |                 |       |   |
| 1.             | Bordun          | 16′   |   |
| 2.             | Prinzipal       | 8′    |   |
| 3.             | Hohlflöte       | 8′    |   |
| 4.             | Flauto traverso | 8′    | v |
| 5.             | Viola da Gamba  | 8′    |   |
| 6.             | Oktave          | 4′    |   |
| 7.             | Flauto minor    | 4′    |   |
| 8.             | Quinte          | 2 ⁄3′ |   |
| 9.             | Oktave          | 2′    |   |
| 10.            | Mixtur IV       |       |   |
| 11.            | Cymbel II       |       |   |
| 12.            | Cornet IV       |       |   |
| 13.            | Fagott          | 16′   |   |
| 14.            | Trompete        | 8′    |   |

| II Oberwerk C– |                 |        |   |
| 15.            | Bordun          | 8′     | S |
| 16.            | Salicional      | 8′     | S |
| 17.            | Quintatön       | 8′     |   |
| 18.            | Unda maris      | 8′     | v |
| 19.            | Prinzipal       | 4′     |   |
| 20.            | Flauto traverso | 4′     | S |
| 21.            | Quinte          | 2 ⁄3′  |   |
| 22.            | Oktave          | 2′     |   |
| 23.            | Terz            | 1 3⁄5′ |   |
| 24.            | Quinte          | 1 ⁄3′  |   |
| 25.            | Flageolett      | 1′     |   |
| 26.            | Mixtur III      |        |   |
| 27.            | Krummhorn       | 8′     |   |
| 28.            | Vox humana      | 8′     | S |
| 29.            | Oboe            | 8′     | v |

| Pedalwerk C– |               |         |   |
| 30.          | Prinzipal     | 16′     |   |
| 31.          | Subbass       | 16′     |   |
| 32.          | Quinta grosso | 10 2⁄3′ | v |
| 33.          | Oktave        | 8′      |   |
| 34.          | Gedackt       | 8′      |   |
| 35.          | Violon        | 8′      |   |
| 36.          | Oktave        | 4′      |   |
| 37.          | Posaune       | 16′     |   |
| 38.          | Trompete      | 8′      |   |

- Anmerkungen:im Schwellwerk im Schwellwerk

v = Verschueren
S = Register im Schwellkasten